# Torneio Internacional Cidade de São Paulo de 2012
O Torneio Internacional Cidade de São Paulo de Futebol Feminino de 2012 foi a quarta edição da competição de seleções nacionais de futebol feminino, sendo organizado pela Federação Paulista de Futebol (FPF).
Contou com as seleções do Brasil, Portugal, Dinamarca e México e foi disputado entre 9 e 19 de dezembro.
Brasil e Dinamarca empataram por 2 a 2 na final. Por ter feito melhor campanha na primeira fase a Seleção Brasileira foi a campeã. Foi o terceiro título do Brasil em quatro edições do Torneio Internacional.

## Regulamento
Na primeira fase, as equipes jogaram entre si, dentro do grupo em turno único, classificando-se para a próxima fase as duas equipes com o maior número de pontos ganhos no respectivo grupo.
Na fase final, a primeira e a segunda colocada do grupo 1 jogaram uma partida única, sagrando-se campeã a equipe com o maior número de pontos ganhos, considerando-se os resultados obtidos exclusivamente nesta fase.
A terceira e a quarta colocadas do grupo jogaram em partida única, sagrando-se terceira colocada do torneio a equipe com o maior número de pontos ganhos, considerando-se os resultados obtidos exclusivamente nesta fase.

### Critérios de desempate
Em caso de igualdade em pontos ganhos entre duas equipes, poderiam ser aplicados sucessivamente os seguintes critérios técnicos de desempate:
1. Maior número de vitórias;
2. Maior saldo de gols;
3. Maior número de gols marcados;
4. Menor número de cartões vermelhos;
5. Menor número de cartões amarelos;
6. Sorteio público.[1]

## Equipes participantes
| Equipe    | Confederação | Títulos       |
| --------- | ------------ | ------------- |
| Brasil    | CONMEBOL     | 2 (2009,2011) |
| México    | CONCACAF     | —             |
| Dinamarca | UEFA         | —             |
| Portugal  | UEFA         | —             |

## Primeira fase
| Pos. | Time      | Pts | J | V | E | D | GP | GC | SG |
| ---- | --------- | --- | - | - | - | - | -- | -- | -- |
| 1    | Brasil    | 6   | 3 | 2 | 0 | 1 | 7  | 3  | +4 |
| 2    | Dinamarca | 4   | 3 | 1 | 1 | 1 | 6  | 2  | +4 |
| 3    | Portugal  | 4   | 3 | 1 | 1 | 1 | 1  | 4  | -3 |
| 4    | México    | 3   | 3 | 1 | 0 | 2 | 2  | 7  | -5 |

### Rodada 1
| 9 de dezembro | Brasil                                                | 4 – 0  | Portugal | Estádio do Pacaembu, São Paulo     |
| 16:00         | Cristiane 8' · Fabiana 35' · Marta 46' · Giovania 80' | Súmula |          | Árbitro: BRA Katiucia da Mota Lima |

| 9 de dezembro | México | 0 – 5  | Dinamarca                                                                   | Estádio do Pacaembu, São Paulo     |
| 18:00         |        | Súmula | Hansen 5' · Rasmussen 7' · Harder 19' (pen) · Nielsen 30' · K. Pedersen 63' | Árbitro: BRA Edilar Maria Ferreira |

### Rodada 2
| 13 de dezembro | Dinamarca | 0 – 0 | Portugal | Estádio do Pacaembu, São Paulo |
| 19:30          |           |       |          | Árbitro:                       |

| 13 de dezembro | México                       | 2 – 1 | Brasil     | Estádio do Pacaembu, São Paulo |
| 21:50          | Guajardo 61' · Dominguez 89' |       | Rosana 14' | Árbitro:                       |

### Rodada 3
| 16 de dezembro | Brasil                | 2 – 1  | Dinamarca          | Estádio do Pacaembu, São Paulo |
| 16:00          | Érika 7' · Débora 90' | Súmula | Hansen 90+2' (pen) | Árbitro:                       |

| 16 de dezembro | Portugal  | 1 – 0  | México | Estádio do Pacaembu, São Paulo |
| 18:00          | Edite 73' | Súmula |        | Árbitro:                       |

## Segunda fase

### Disputa do terceiro lugar
| 19 de dezembro | Portugal | 0 – 2  | México          | Estádio do Pacaembu, São Paulo   |
| 18:30          |          | Súmula | Huerta 68', 89' | Árbitro: BRA Édila Maia Ferreira |

### Final
| 19 de dezembro | Brasil                             | 2 – 2  | Dinamarca                       | Estádio do Pacaembu, São Paulo           |
| 20:50          | Andressa 29' (pen) · Fabiana 45+3' | Súmula | Rasmussen 83' · S. Pedersen 87' | Árbitro: BRA Regildenia de Holanda Moura |

## Premiação
| Torneio Internacional Cidade de São Paulo de Futebol Feminino de 2012 |
| Brasil                                                                |
| --------------------------------------------------------------------- |
| BRASIL Campeão (3º título)                                            |

## Artilharia
| 2 gols (4) - BRA Fabiana - DEN Line Roddik Hansen - DEN Johanna Rasmussen - MEX Sofia Hurta 1 gol (14) - BRA Andressa - BRA Cristiane | 1 gol (continuação) - BRA Débora - BRA Érika - BRA Giovania - BRA Marta - BRA Rosana - DEN Katrine Pedersen | 1 gol (continuação) - DEN Pernille Harder - DEN Sanne Troelsgaard Nielsen - DEN Sofie Pedersen - MEX Anisa Guajardo - MEX Maribel Dominguez - POR Edite Fernandes |